# Candelabrum tentaculatum
Candelabrum tentaculatum är en nässeldjursart som beskrevs av Wilfrid Arthur Millard 1966. Candelabrum tentaculatum ingår i släktet Candelabrum och familjen Candelabridae. Inga underarter finns listade i Catalogue of Life.